# 서산 동문동 당간지주
서산 동문동 당간지주(瑞山 東門洞 幢竿支柱)는 대한민국 충청남도 서산시 동문동에 있는 고려시대의 당간지주이다. 2008년 4월 10일 충청남도의 유형문화재 제196호로 지정되었다.
동문동에 소재한 오층석탑과 당간지주가 위치한 이곳은 고려시대에 큰절이 있었다고 해서 지금도 이곳을 대사동(大寺洞)이라고 부른다. 이 대사동 탑에서 남동편으로 50m가량 떨어진 곳에 축조된 당간지주는 현재 원형이 크게 훼손되어 좌우측의 크기가 다르다. 한쪽은 3.96m이며 또 다른 한쪽은 3.81m이다. 폭은 각각 45cm정도이다.
간대(竿臺)는 중앙에 간을 받치는 부분을 직경 20cm 정도로 파고 기둥 자리의 원자(圓座)를 양각하였다. 장식적인 의장이나 아무런 조각이 없으며 1개의 통석으로 비교적 작고 소박하게 조성된 것으로 보아 고려 말에서 조선초기에 만들어진 것으로 추정된다.

## 같이 보기
- 당간지주

## 참고 자료
- 서산동문동당간지주 - 국가유산청 국가유산포털